# أندريا فيريس
أندريا فيريس (بالإسبانية: Andrea Ferris) هي منافسة ألعاب القوى بنمية، ولدت في 21 سبتمبر 1987 في La Chorrera, Panama ‏ في بنما.

## وصلات خارجية
- أندريا فيريس على موقع الاتحاد الدولي لألعاب القوى (الإنجليزية)
- أندريا فيريس على موقع اللجنة الأولمبية الدولية (الإنجليزية)
- أندريا فيريس على موقع أوليمبيديا (الإنجليزية)